# The Isley Brothers
The Isley Brothers ['aɪzliː] ist eine amerikanische Soul-/Funk-Band, die in den 1950er Jahren von den drei Brüdern O’Kelly (* 25. Dezember 1937; † 31. März 1986), Rudolph (* 1. April 1939; † 11. Oktober 2023) und Ronald (* 21. Mai 1941) Isley als Gospelchor in Cincinnati, Ohio gegründet wurde. Mit dem vierten Bruder Vernon bildeten sie ein Quartett, bis dieser bei einem Autounfall ums Leben kam.

## Viele Plattenlabels

Isley Brothers – Twist and Shout

Im Jahre 1956 zog das Trio nach New York, wo es im Januar 1957 bei dem kleinen Label Teenage Records mit Angels Cried seine erste Rhythm-&-Blues-Platte veröffentlichte. Zu häufige Labelwechsel (Gone Records 1958, RCA Records 1959–60, Atlantic Records 1961, Wand Records 1962–63, United Artists Records 1963–64, T-Neck/Atlantic 1964–65) mit entsprechenden Fluktuationen bei Produzenten, waren dem großen Durchbruch sicherlich nicht förderlich. Aus dieser Zeit sind lediglich zwei Songs erwähnenswert. Am 21. September 1959 wurde bei RCA der Titel Shout Part 1 veröffentlicht, der als Crossover Platz 47 der Popcharts erreichte. Viele Interpreten haben diesen, von den Isley Brothers selbst komponierten Song gecovert (darunter am erfolgreichsten Joey Dee & the Starliters, aber auch Lulu und Cliff Richard). Am 16. Juni 1962 – mittlerweile bei Wand Records gelandet – brachten die Isleys mit Twist and Shout selbst ein Cover heraus, das im Original von den unbekannten „The Top Notes“ gesungen wurde. Während das im September 1961 veröffentlichte Top-Notes-Original nicht in die Charts kam, schafften die Isleys damit ihre bisher beste Platzierung (Platz 2 R&B-Charts, Platz 17 Popcharts). Insbesondere britische Interpreten erinnerten sich dieses Popstandards (Brian Poole and the Tremeloes und Beatles). Die Isley Brothers ließen sich von Bert Berns ab Juni 1962 bei Wand Records 10 Aufnahmen, ab Juni 1963 bei United Artists insgesamt 7 Aufnahmen bis zu der am 19. April 1964 erschienenen Single Who’s That Lady produzieren.

## Die Zeit bei Tamla-Motown
Im Januar 1966 wechselten die Isleys schließlich nach Detroit zum dortigen Soulkonzern Tamla-Motown, wo ihre intensiven Shout-Blues-Stimmen mit Geigen untermalt und weitgehend dem Motownsound angepasst wurden. Produziert wurden sie dort von dem berühmten Autorenteam Holland–Dozier–Holland, verantwortlich u. a. für die meisten Millionsellers der Supremes oder Four Tops. Das in der Fachwelt nur als „HDH“ bekannte Team verfasste für die Isleys This Old Heart of Mine (Is Weak for You), das im Februar 1966 herauskam (Platz 6 R&B-Charts, Platz 12 Popcharts). Im Oktober desselben Jahres veröffentlichte Motown ein Album gleichnamigen Titels, aus dem zwei weitere Singles ausgekoppelt wurden (Take Some Time Out for Love, I Guess I’ll Always Love You, beide 1966). Weitere fünf erfolglose Singles folgten bis Mitte 1969 ihr zweitgrößter Hit folgte (Behind a Painted Smile). Immerhin blieben die Isleys Motown drei Jahre lang treu.

## Weitere Labelwechsel
Im Januar 1969 wechselten sie zu ihrem eigenen, bereits 1965 gegründeten Label T-Neck, das bis 1972 von Buddah Records und dann bis 1984 von CBS vertrieben wurde. Hier landeten sie mit dem funky It’s Your Thing im Februar 1969 ihren insgesamt größten Hit. Ab 1985 waren sie bis 1992 bei Warner Bros. Records und ab 1993 schließlich bei Elektra unter Vertrag.

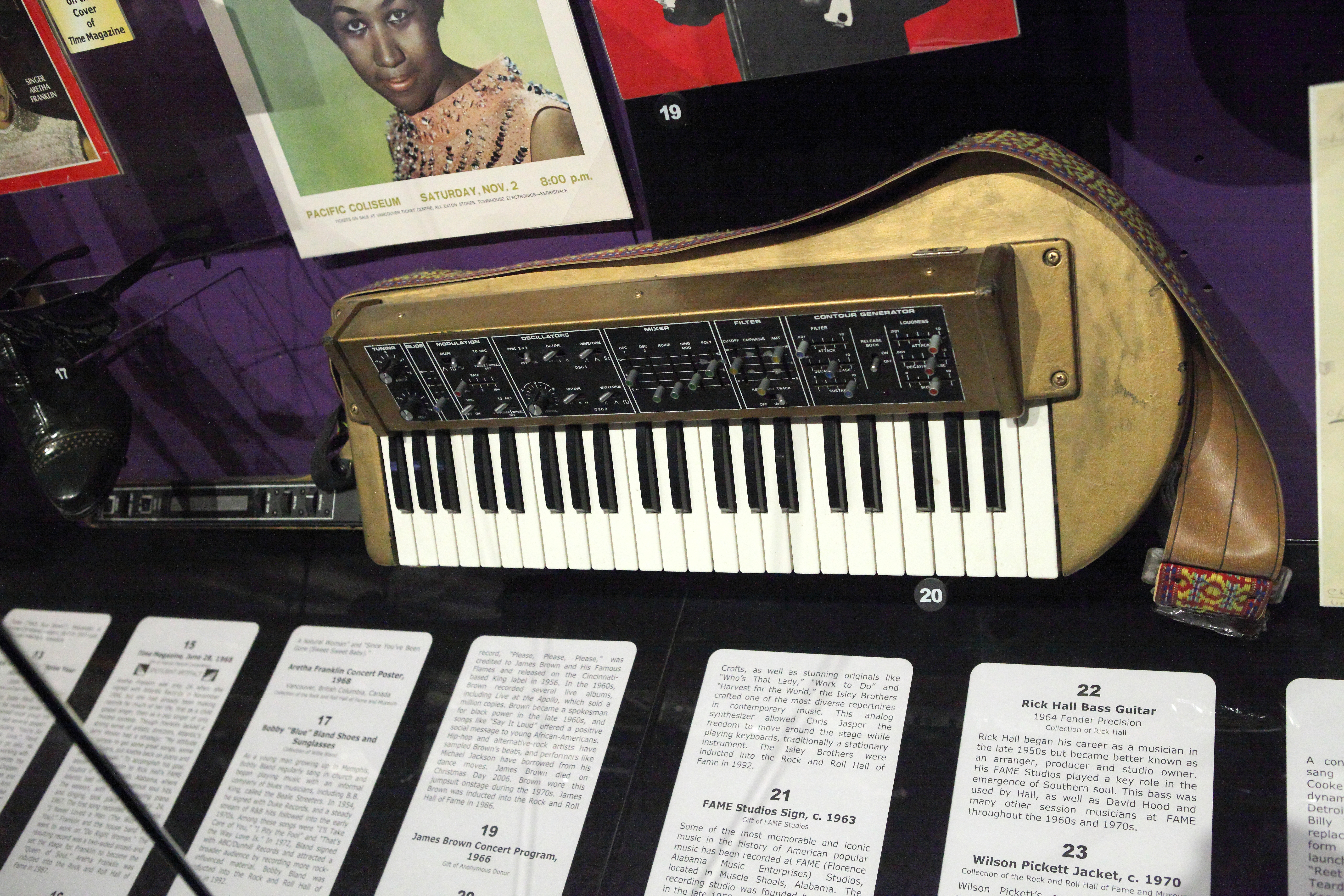
Chris Jaspers Umhängekeyboard in der Rock and Roll Hall of Fame

Im Jahre 1972 wuchs die Band um drei Familienmitglieder an: die Brüder Ernest („Ernie“) und Marvin sowie der Cousin Chris Jasper wurden aufgenommen. Diese drei verließen die Band jedoch 1984 und wurden unter dem Namen Isley Jasper Isley bekannt (Caravan of Love vom Dezember 1985 ist deren größter Hit). Im Jahr 1992 kehrten die Brüder Ernie und Marvin wieder zu den Isleys zurück. Im selben Jahr wurde die Band in die Rock and Roll Hall of Fame aufgenommen.

## Diskografie
Studioalben

| Jahr | Titel Musiklabel Katalog-Nr.                   | Höchstplatzierung, Gesamtwochen, AuszeichnungChartplatzierungen (Jahr, Titel, Musiklabel Katalog-Nr., Platzierungen, Wochen, Auszeichnungen, Anmerkungen) | Höchstplatzierung, Gesamtwochen, AuszeichnungChartplatzierungen (Jahr, Titel, Musiklabel Katalog-Nr., Platzierungen, Wochen, Auszeichnungen, Anmerkungen) | Höchstplatzierung, Gesamtwochen, AuszeichnungChartplatzierungen (Jahr, Titel, Musiklabel Katalog-Nr., Platzierungen, Wochen, Auszeichnungen, Anmerkungen) | Höchstplatzierung, Gesamtwochen, AuszeichnungChartplatzierungen (Jahr, Titel, Musiklabel Katalog-Nr., Platzierungen, Wochen, Auszeichnungen, Anmerkungen) | Höchstplatzierung, Gesamtwochen, AuszeichnungChartplatzierungen (Jahr, Titel, Musiklabel Katalog-Nr., Platzierungen, Wochen, Auszeichnungen, Anmerkungen) | Höchstplatzierung, Gesamtwochen, AuszeichnungChartplatzierungen (Jahr, Titel, Musiklabel Katalog-Nr., Platzierungen, Wochen, Auszeichnungen, Anmerkungen) | Anmerkungen |
| Jahr | Titel Musiklabel Katalog-Nr.                   | DE | AT | CH | UK | US | R&B | Anmerkungen |
| ---- | ---------------------------------------------- | --- | --- | --- | --- | --- | --- | --- |
| 1962 | Twist & Shout Wand 653                         | — | — | — | — | US61 (13 Wo.)US | — | Erstveröffentlichung: 1962 Produzent: Bert Berns |
| 1966 | This Old Heart of Mine Tamla 269               | — | — | — | UK23 (9 Wo.)UK | US140 (5 Wo.)US | R&B15 (6 Wo.)R&B | Erstveröffentlichung: Juni 1966 Produzenten: Brian Holland, Lamont Dozier |
| 1969 | It’s Our Thing T-Neck 3001                     | — | — | — | — | US22 (18 Wo.)US | R&B2 (24 Wo.)R&B | Erstveröffentlichung: April 1969 Produzenten: The Isley Brothers |
| 1969 | The Brothers: Isley T-Neck 3002                | — | — | — | — | US180 (3 Wo.)US | R&B20 (7 Wo.)R&B | Erstveröffentlichung: Oktober 1969 Produzenten: The Isley Brothers |
| 1971 | Givin’ It Back T-Neck 3008                     | — | — | — | — | US71 (25 Wo.)US | R&B13 (24 Wo.)R&B | Erstveröffentlichung: September 1971 Produzenten: The Isley Brothers |
| 1972 | Brother, Brother, Brother T-Neck 3009          | — | — | — | — | US29 (33 Wo.)US | R&B5 (26 Wo.)R&B | Erstveröffentlichung: Juni 1972 Produzenten: The Isley Brothers |
| 1973 | 3 + 3 T-Neck 32453                             | — | — | — | UK— SilberUK | US8 Platin · (37 Wo.)US | R&B2 (38 Wo.)R&B | Erstveröffentlichung: August 1973 Produzenten: The Isley Brothers |
| 1974 | Live It Up T-Neck 33070                        | — | — | — | — | US14 Gold · (28 Wo.)US | R&B1 (29 Wo.)R&B | Erstveröffentlichung: August 1974 Produzenten: The Isley Brothers |
| 1975 | The Heat Is On T-Neck 33536                    | — | — | — | — | US1 ×2Doppelplatin · (40 Wo.)US | R&B1 (25 Wo.)R&B | Erstveröffentlichung: Juni 1975 Produzenten: The Isley Brothers |
| 1976 | Harvest for the World T-Neck 33809             | — | — | — | UK50 (5 Wo.)UK | US9 Platin · (26 Wo.)US | R&B1 (27 Wo.)R&B | Erstveröffentlichung: Mai 1976 Produzenten: The Isley Brothers |
| 1977 | Go for Your Guns T-Neck 34432                  | — | — | — | UK46 (2 Wo.)UK | US6 ×2Doppelplatin · (34 Wo.)US | R&B1 (33 Wo.)R&B | Erstveröffentlichung: April 1977 Produzenten: The Isley Brothers |
| 1978 | Showdown T-Neck 34930                          | — | — | — | UK50 (1 Wo.)UK | US4 Platin · (21 Wo.)US | R&B1 (24 Wo.)R&B | Erstveröffentlichung: April 1978 Produzenten: The Isley Brothers |
| 1979 | Winner Takes All T-Neck 36077 (2)              | — | — | — | — | US14 Gold · (20 Wo.)US | R&B3 (30 Wo.)R&B | Erstveröffentlichung: Juni 1979 Doppelalbum Produzenten: The Isley Brothers |
| 1980 | Go All the Way T-Neck 36305                    | — | — | — | — | US8 Platin · (22 Wo.)US | R&B1 (27 Wo.)R&B | Erstveröffentlichung: April 1980 Produzenten: The Isley Brothers |
| 1981 | Grand Slam T-Neck 37080                        | — | — | — | — | US28 Gold · (17 Wo.)US | R&B3 (24 Wo.)R&B | Erstveröffentlichung: März 1981 Produzenten: The Isley Brothers |
| 1981 | Inside You T-Neck 37533                        | — | — | — | — | US45 (13 Wo.)US | R&B8 (23 Wo.)R&B | Erstveröffentlichung: Oktober 1981 Produzenten: The Isley Brothers |
| 1982 | The Real Deal T-Neck 38047                     | — | — | — | — | US87 (12 Wo.)US | R&B9 (18 Wo.)R&B | Erstveröffentlichung: August 1982 Produzenten: The Isley Brothers |
| 1983 | Between the Sheets T-Neck 38674                | — | — | — | — | US19 Platin · (23 Wo.)US | R&B1 (31 Wo.)R&B | Erstveröffentlichung: April 1983 Produzenten: The Isley Brothers |
| 1985 | Masterpiece Warner 25347                       | — | — | — | — | US140 (12 Wo.)US | R&B19 (27 Wo.)R&B | Erstveröffentlichung: 29. April 1985 Produzenten: The Isley Brothers |
| 1987 | Smooth Sailin’ Warner 25586                    | — | — | — | — | US64 (17 Wo.)US | R&B5 (24 Wo.)R&B | Erstveröffentlichung: 14. März 1987 Produzenten: Ronald Isley, Angela Winbush |
| 1989 | Spend the Night Warner 25940                   | — | — | — | — | US89 (13 Wo.)US | R&B4 (37 Wo.)R&B | Erstveröffentlichung: 5. Oktober 1989 feat. Ronald Isley Produzenten: Ronald Isley, Angela Winbush |
| 1992 | Tracks of Life Warner 26620                    | — | — | — | — | US140 (3 Wo.)US | R&B19 (18 Wo.)R&B | Erstveröffentlichung: 26. Mai 1992 feat. Ronald Isley Produzenten: Ronald Isley, Angela Winbush |
| 1996 | Mission to Please Island 524214                | — | — | — | — | US31 Platin · (45 Wo.)US | R&B2 (71 Wo.)R&B | Erstveröffentlichung: 14. Mai 1996 feat. Ronald Isley Produzenten: Ronald Isley, Angela Winbush |
| 2001 | Eternal Dreamworks Records 450 291-2           | — | — | — | — | US3 Platin · (29 Wo.)US | R&B1 (42 Wo.)R&B | Erstveröffentlichung: 7. August 2001 feat. Ronald Isley aka Mr. Biggs Produzenten: Ronald Isley, Raphael Saadiq, R. Kelly, Angela Winbush, Steve Huff, Andre Harris, Vidal Davis, Jimmy Jam, Terry Lewis |
| 2003 | Body Kiss Dreamworks Records 450 409-2         | — | — | — | — | US1 Gold · (23 Wo.)US | R&B1 (45 Wo.)R&B | Erstveröffentlichung: 6. Mai 2003 feat. Ronald Isley aka Mr. Biggs Produzent: R. Kelly |
| 2004 | Taken to the Next Phase Sony 512 909 2         | — | — | — | — | US135 (1 Wo.)US | R&B26 (4 Wo.)R&B | Erstveröffentlichung: 24. August 2004 Executiv Producer: Rene Arsenault, Tom Sarig |
| 2006 | Baby Makin’ Music Island Def Jam B0004812-01   | — | — | — | — | US5 (18 Wo.)US | R&B1 (24 Wo.)R&B | Erstveröffentlichung: 9. Mai 2006 feat. Ronald Isley aka Mr. Biggs Produzenten: Tim & Bob, Ronald Isley, Troy Taylor, R. Kelly, Gordon Chambers, Manuel Seal, Jermaine Dupri, Bryan-Michael Cox          |
| 2007 | I’ll Be Home for Christmas Def Soul B0009913-2 | — | — | — | — | — | R&B38 (6 Wo.)R&B | Erstveröffentlichung: 9. Oktober 2007 feat. Ronald Isley |
| 2017 | Power of Peace Legacy 88985448512              | DE28 (3 Wo.)DE | AT60 (1 Wo.)AT | CH60 (3 Wo.)CH | — | US64 (1 Wo.)US | R&B32 (1 Wo.)R&B | Erstveröffentlichung: 28. Juli 2017 mit Santana |

grau schraffiert: keine Chartdaten aus diesem Jahr verfügbar
Weitere Studioalben
- 1959: Shout! (RCA Victor 2156)
- 1963: Twisting and Shouting (United Artists 3313)
- 1967: Soul on the Rocks (Tamla 275)
- 1969: Behind a Painted Smile (Tamla Motown 11112)
- 1970: Get into Something (T-Neck 3006)
- 2009: Here We Go Again (DVD + CD; Charly Films F1050SF)